# Benito Juárez
Benito Juárez, mehiški državnik, * 21. marec 1806, San Pablo Guelatao, Oaxaca, Mehika, † 18. julij 1872, Ciudad de Mexico, Mehika.
Juárez je bil v letih 1861-1863 ter 1867-1872 predsednik Mehike.